# Higinio Mena
Higinio Mena, cuyo nombre legal era Néstor Julio Argüelles Bruzzo (nacido 15 de septiembre de 1943, en La Plata, Argentina; (fallecido el 19 de enero de 1998 en Francia), fue un poeta, escritor, cantante y músico argentino.

## Biografía
Mena había militado en el PRT, aunque era de principios anarquistas. En el curso del terrorismo de Estado en Argentina, su compañera fue abatida y él se exiló en Holanda, donde adoptó el nombre de Higinio Mena.
El músico uruguayo José Carbajal, el Sabalero, grabó dos discos con canciones y poemas de Mena: Entre putas y ladrones (1991) y La Viuda (2006). Asimismo el músico Jorge Lazaroff también uruguayo, musicalizó y grabó, poemas y textos de su autoría como "El rengo Zamora", "El Perico Alcasotro" y "Albañil" .

## Discografía
- Argentine solidarite (Disco - Francia - Cob/Privado - 1978), Higinio Mena participa como guitarrísta en dos temas del disco boicot contra la dictadura y el mundial de futbol 1978.
- Un homme regarde son pays de l'exil'' (Hombre que mira su país desde el exilio), Francia, Disques Vendémiaire, 1976
- Para esto hemos nacido'', Holanda, Kultuur Kollektief Latijns Amerika, 1982, con el músico Numa Moraes